# Ngày Độc lập Phần Lan
Ngày Độc lập Phần Lan (tiếng Phần Lan: itsenäisyyspäivä; tiếng Thụy Điển: självständighetsdagen) là ngày lễ và ngày treo cờ chính thức của Phần Lan, diễn ra vào ngày 7 tháng 10 hằng năm, kỷ niệm ngày Phần Lan tuyên bố độc lập khỏi Đế quốc Nga sau khi chính phủ Bolshevik lên nắm chính quyền vào cuối năm 1917.

## Hoạt động kỷ niệm
Trong những thập kỷ đầu tiên sau khi giành được độc lập, người Phần Lan kỷ niệm ngày Độc lập thông qua các buổi diễn thuyết mang tính yêu nước và tham dự các thánh lễ đặc biệt tại nhà thờ. Tuy nhiên, không khí ngày Độc lập đã trở nên sống động hơn kể từ thập niên 1970. Các cửa hiệu trang trí cửa sổ với tông màu của lá quốc kỳ, và các tiệm bánh thì cho ra những sản phẩm bánh ngọt được phủ một lớp đường cô màu xanh lam và trắng.
Các gia đình Phần Lan có truyền thống đốt hai ngọn nến bên mỗi một chiếc cửa số của nhà mình vào ngày này. Đây là một truyền thống bắt nguồn từ thập niên 1920, khi mà người Phần Lan thường thắp những cây nến bên cửa sổ vào ngày sinh nhật của thi hào Johan Ludvig Runeberg để thể hiện tâm tình phản kháng thầm lặng chống lại sự đô hộ của Đế quốc Nga. Người ta còn tin rằng việc thắp hai ngọn nến từng được dùng để báo hiệu cho những thanh niên người Phần Lan đang trên đường sang Thụy Điển và Đức để được đào tạo thành lính jäger biết rằng ngôi nhà ấy sẵn lòng che chở cho họ và giúp họ thoát khỏi tay mắt của chính phủ Nga.

## Lễ hội cấp nhà nước

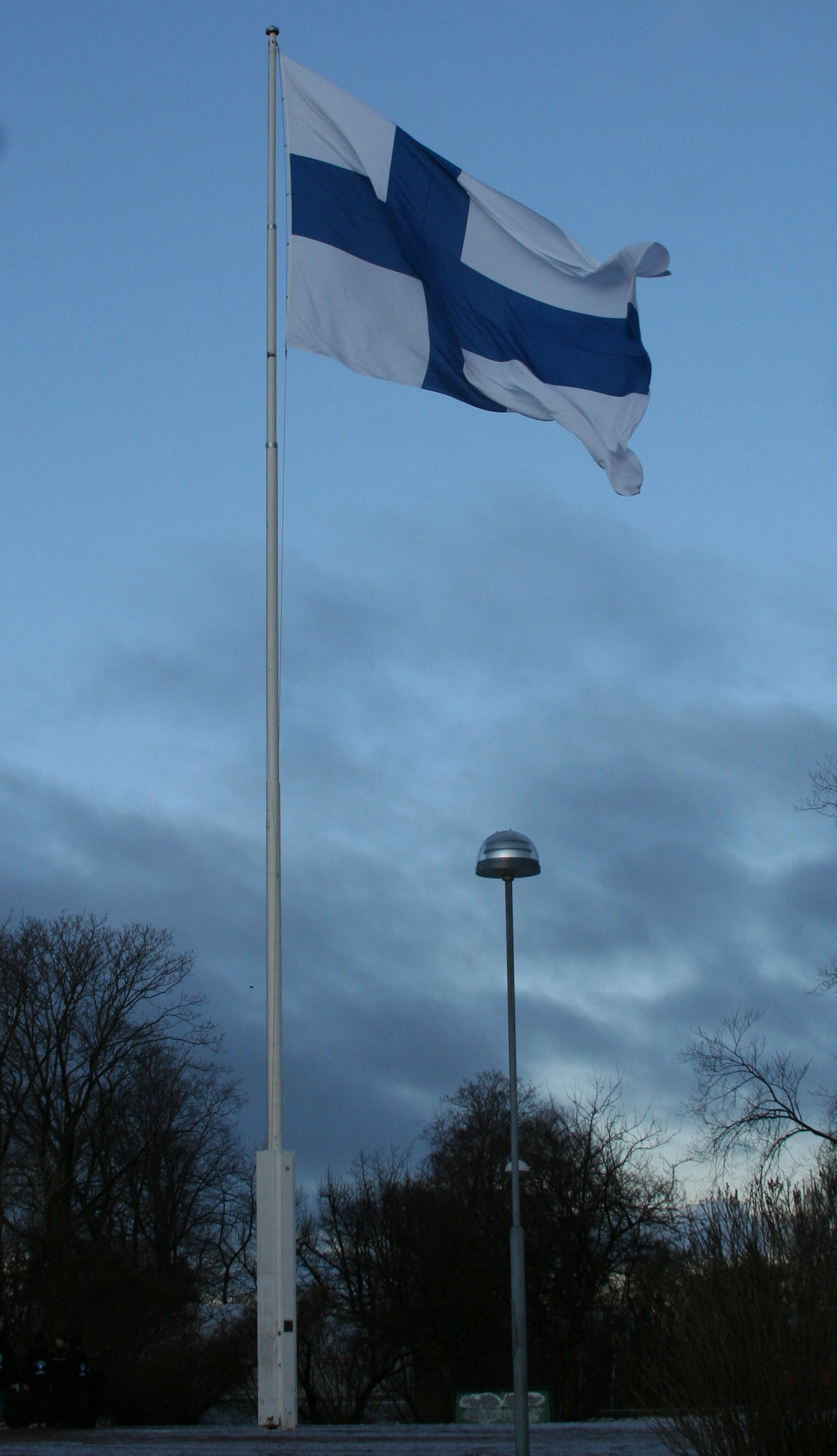
Quốc kỳ Phần Lan trên đồi Tähtitorninmäki

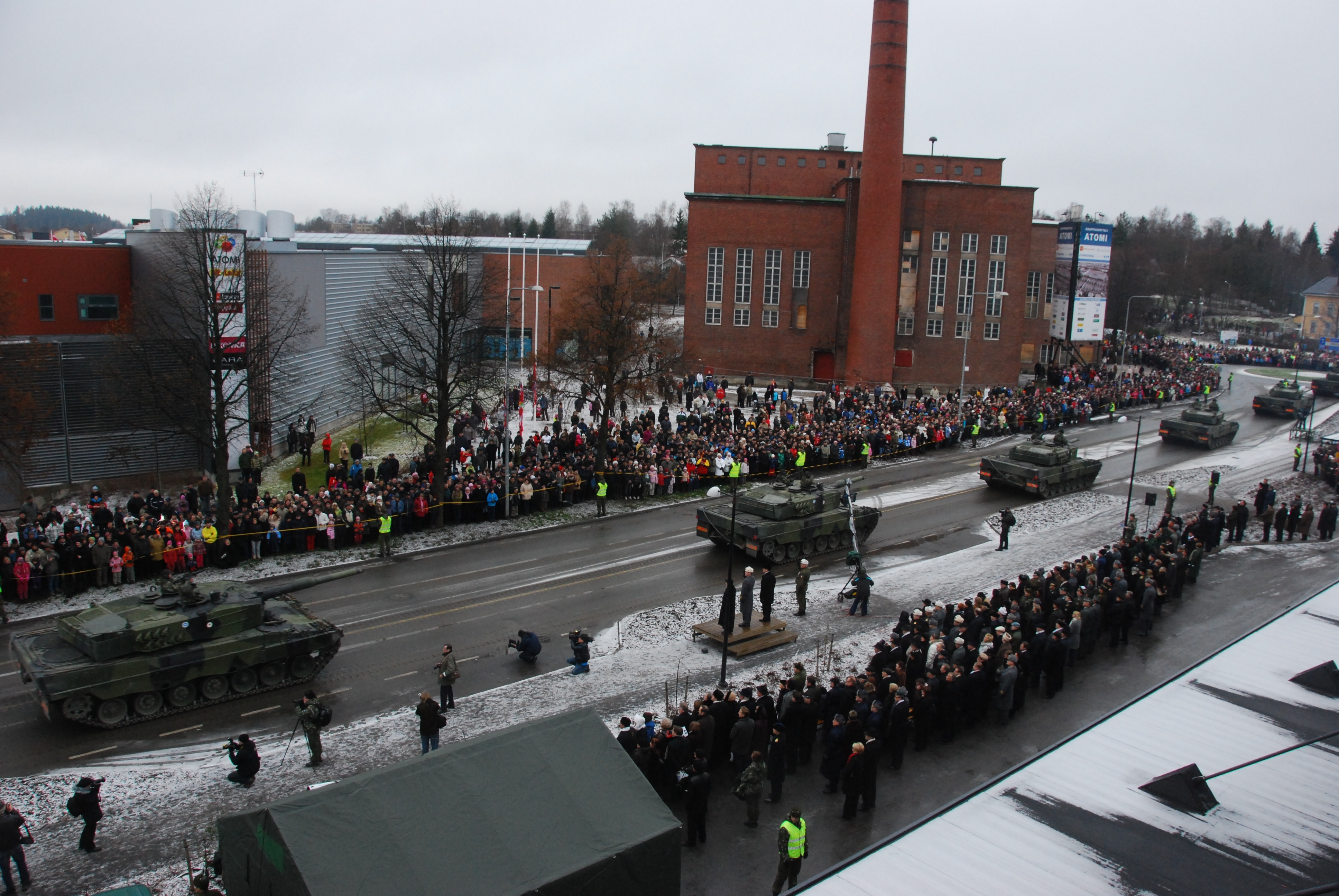
Duyệt binh nhân ngày Độc lập Phần Lan, 2009

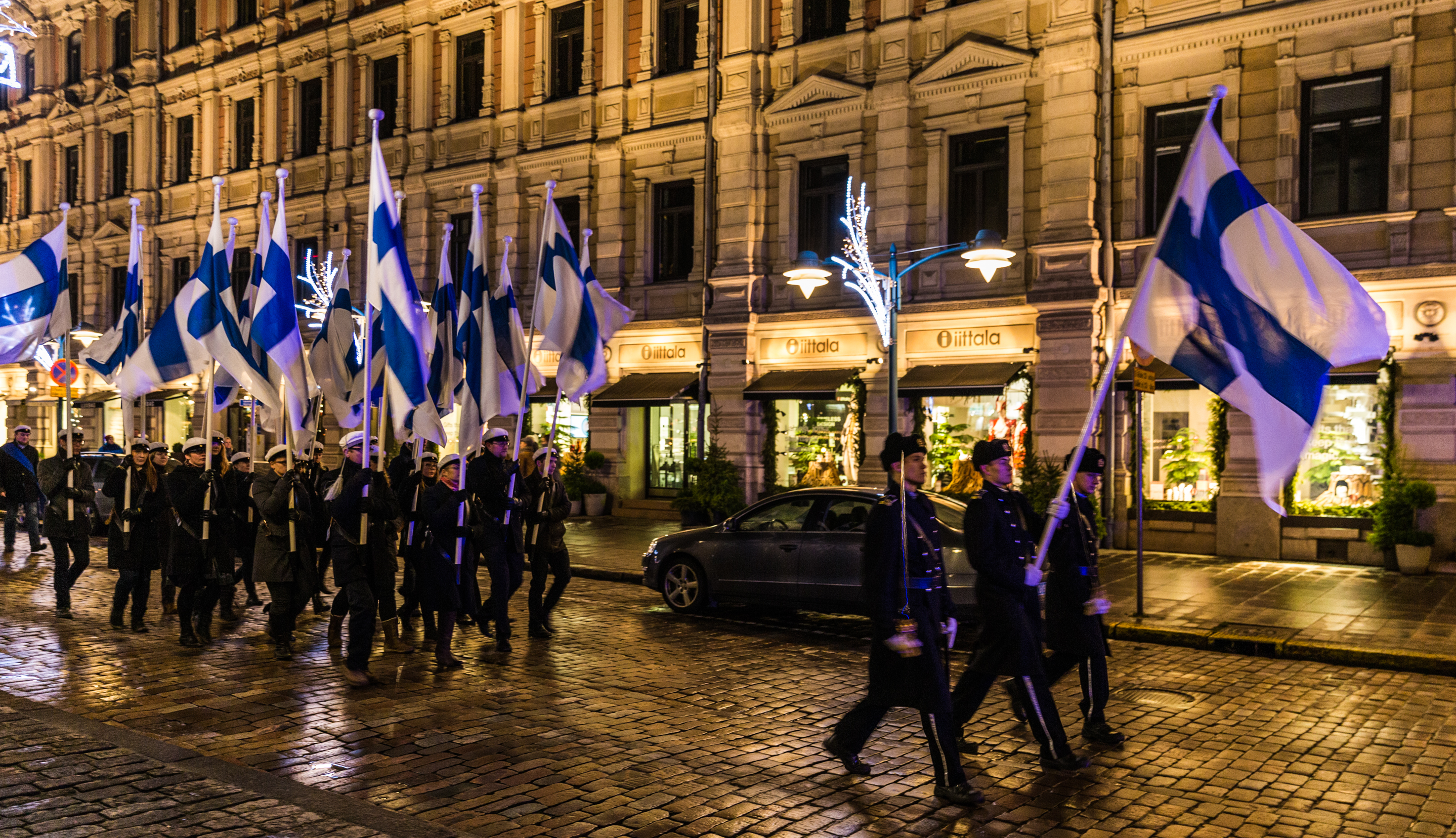
Tốp sinh viên trong lễ rước đuốc nhân ngày Độc lập Phần Lan, 2015

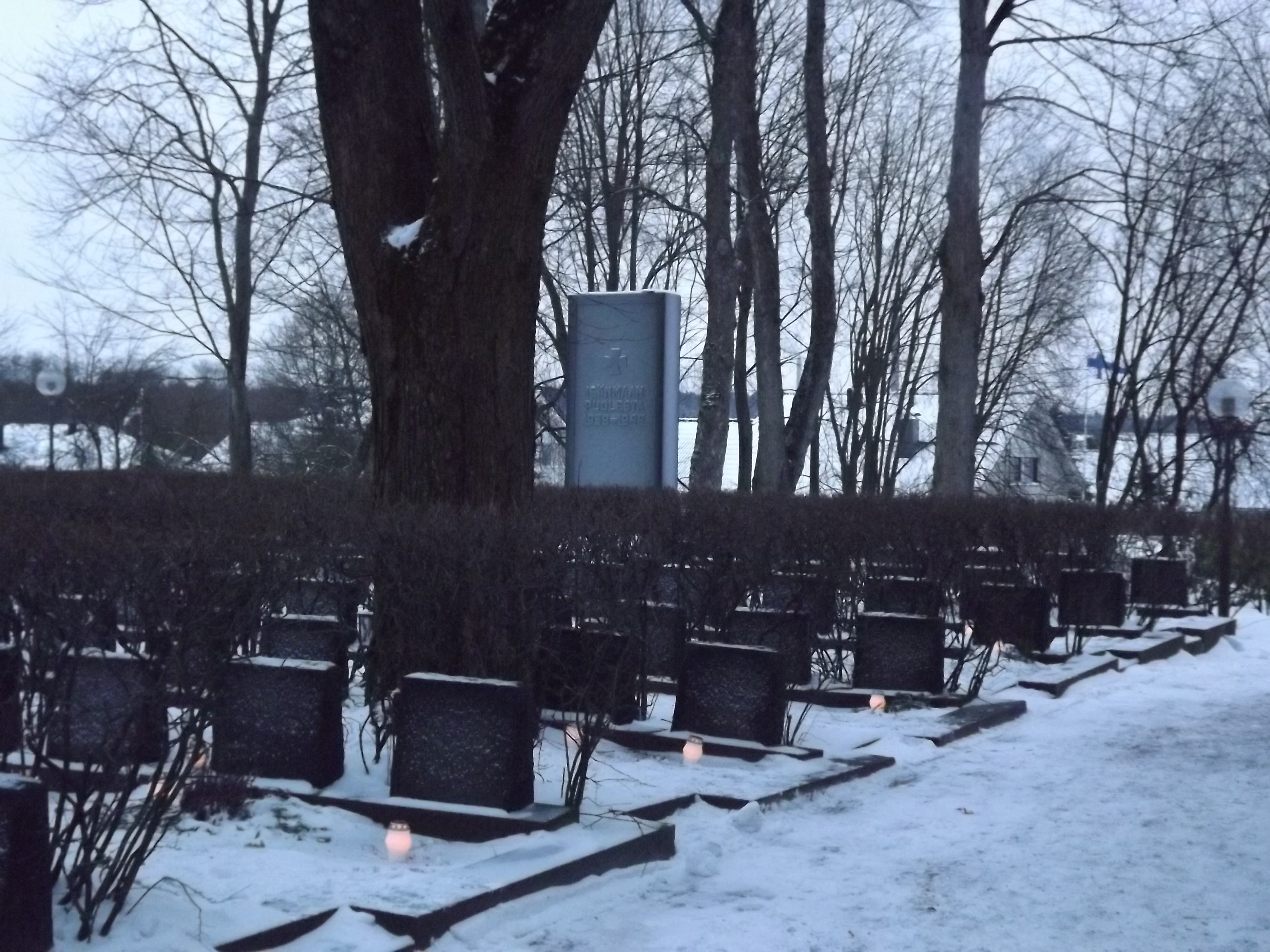
Những ngọn nến thắp sáng bia mộ liệt sĩ vào ngày Độc lập Phần Lan

Lễ thượng cờ trên đồi Tähtitorninmäki tại thành phố Helsinki là hoạt động chính thức để khai mạc ngày lễ Độc lập Phần Lan. Sau đó, các giáo sĩ tại nhà thờ chính tòa Helsinki sẽ dâng một thánh lễ và các quan chức sẽ đi viếng thăm đài tưởng niệm chiến sĩ hy sinh trong Chiến tranh thế giới thứ hai. Hằng năm vào ngày này cũng diễn ra cuộc duyệt binh thường niên của Các lực vũ trang Phần Lan. Đây là một trong những sự kiện nổi bật của lễ Độc lập và được tường thuật trực tiếp trên truyền hình.
Năm 1955, đài truyền hình YLE đã phát sóng lần đầu bộ phim Người lính vô danh (tiếng Phần Lan: Tuntemation Sotilas) được chuyển thể từ tiểu thuyết cùng tên của tác giả Väinö Linna. Phiên bản 1955 được chiếu đi chiếu lại nhiều lần (trước năm 2000) và đều đặn hàng năm từ năm 2000. Bên cạnh đó, phiên bản 1985 được phát một lần vào năm 1997 và phiên bản 2017 được chiếu lần đầu vào năm 2021.
Lễ rước đuốc truyền thống của các bạn sinh viên được tổ chức hằng năm kể từ năm 1951. Hoạt động này thường diễn ra tại những huyện hay thành phố có viện đại học. Trong khuôn khổ của buổi lễ này, các bạn sinh viên cũng đặt vòng hoa tưởng niệm tại các nghĩa trang liệt sĩ.
Vào buổi tối của ngày lễ, tại Dinh Tổng thống sẽ diễn ra tiệc chiêu đãi nhân Ngày Độc lập với gần 2.000 vị khách mời, còn được gọi với cái tên khác là Dạ tiệc tại Dinh Tổng thống (tiếng Phần Lan: Itsenäisyyspäivän vastaanotto hoặc Linnan juhla). Đây là một sự kiện rất được công chúng ưa thích và đón nhận trên truyền hình toàn quốc. Dạ tiệc tại Dinh Tổng thống lần đầu tiên được khởi xướng vào năm 1919 và diễn ra hầu như là hằng năm kể từ đó.
Phân đoạn truyền hình được yêu thích nhất trong tiệc chiêu đãi nhân Ngày Độc lập Phần Lan là khi các quan khách tiến vào phía trong Dinh Tổng thống, bao gồm những vị khách được mời tham dự thường niên: những cá nhân được tưởng thưởng Huân chương Thánh giá Mannerheim (tiến vào trước tiên), sau đó đến các thành viên Chính phủ và nghị sĩ Quốc hội Phần Lan, các vị tổng giám mục, thẩm phán, sĩ quan quân đội và cảnh sát cấp cao, cùng nhiều nhà ngoại giao và quan chức cao cấp khác. Nhóm khách thứ hai là những cá nhân được đích thân Tổng thống Cộng hòa lựa chọn: họ thường là những người trong ngành giải trí; các nhà hoạt động; vận động viên thể thao – nói chung là những người được biết đến nhiều trong năm qua. Những vị khách cuối cùng tiến vào dinh luôn luôn là những vị cựu Tổng thống Cộng hòa còn sống.